# دی‌فنیل‌هگزاتری‌ان
دی‌فنیل‌هگزاتری‌ان (به انگلیسی: Diphenylhexatriene) یک ترکیب شیمیایی با شناسه پاب‌کم ۵۳۷۶۷۳۳ است. 